# Panteism
Panteism (från grekiskans παν "allt" och θεος "[är] Gud") är en gudsuppfattning där hela naturen, världen eller universum är besjälat av ett transcendent andligt väsen, i vilket allting är ett. 
Panteism är en åskådning som hävdar att Gud och universum är ett.
Enligt en skola är detta väsen opersonligt och inget personligt väsen existerar utanför denna andliga verklighet. Filosofen Baruch Spinozas synpunkt representerar denna skola, att universum är det samma som naturen och därmed också Gud. Spinoza är känd för sina filosofiska arbeten, som utmynnar i en panteistisk gudsuppfattning. Spinoza påverkade i sin tur filosofer som Friedrich Hegel. Vetenskapsmannen Albert Einstein skrev att han inte trodde på en personlig gud, utan på Spinozas gud.
En annan skola uppfattar detta "All-väsen" som en personlig Gud, som i sig själv inbegriper alltet som en "Guds kropp", "Den, i vilket allt lever och är till". Denna sistnämnda riktning förekommer inte minst inom vissa grenar av nyandlighet, esoterik och teosofi, medan andra riktningar snarare talar om en mer opersonlig "all-kraft" eller "energikälla" till allt.

## Historik
Panteistiska tankegångar återfinns bland annat inom religioner som hinduismen, buddhismen, sufismen, naturreligioner (animism) och schamanism.
Panteistiska tendenser fanns bland en rad av de tidiga gnostiskerna, med panteistiska tankar som framträdde under medeltiden, exempel på detta är  ett avsnitt av Johannes Scotus Erigenas 800-talsverk De divisione naturæ och Eckhart von Hochheims tankar (född cirka 1260, död 1328). Giordano Bruno var en italiensk munk som predikade om en immanent och gränslös Gud, han brändes på bål 1600 av inkvisitionen. Senare har han blivit känd som en hyllad panteist och martyr för vetenskapen och har haft inflytande på många senare tänkare.
I västvärlden vann termen burskap genom den irländske filosofen John Toland och hans bok Socinianism Truly Stated, by a pantheist (1705). Han har förmodligen hittat ordet hos Joseph Raphson, som verkar ha myntat det och använde det i sin 1697 utkomna De spatio reali . Tanken förekommer även i antikens Grekland – exempelvis hos Thales, Parmenides och Herakleitos.